# Adjunkt (Svenska kyrkan)
Adjunkt är en tjänsteställning inom Svenska kyrkan som betecknar ett prästerligt biträde, en hjälppräst.
Ursprungligen fanns det pastorsadjunkter som biträdde en kyrkoherde för ett pastorat och även ett fåtal komministeradjunkter som biträdde en komminister. Domkapitlet kunde fritt missivera adjunkter allt eftersom behov fanns. Under 1900-talet användes titeln pastoratsadjunkt om dem som biträdde prästerskapet inom ett pastorat. Mot 1900-talets slut återinfördes benämningen pastorsadjunkt som prästvigdas första tjänst under handledning.
Kyrkoadjunktur var en inrättad befattning som extra församlingspräst. Den tillsattes av domkapitlet och fanns fram till halvårsskiftet 1989. Från 1900-talets början fram till 1930-talet hade sådana präster haft den märkliga titeln ständig adjunkt, som markerade det var fråga om en permanent inrättad adjunktur; byte av benämning skedde successivt.
Kontraktsadjunkter arbetar med samordnande uppgifter inom ett kontrakt, under prostens ledning.
En stiftsadjunkt innehar en kvalificerad befattning, vanligtvis inom stiftets ledning, vid domkapitlet eller stiftskansliet, direkt under biskopens ledning. Ett slags adjunkter är också domkyrkokaplanerna, som biträder en domprost.